# Victor Berco
Victor Berco est un footballeur moldave né le 20 avril 1979. Il joue au poste d'attaquant.

## Biographie
Victor Berco reçoit 15 sélections en équipe de Moldavie entre 2001 et 2007, sans inscrire de but.
Il joue son premier match en équipe nationale le 28 mars 2001, contre la Suède, dans le cadre des éliminatoires du mondial 2002. Il reçoit sa dernière sélection le 7 février 2007, en amical contre la Roumanie.
Avec le club du Zimbru Chișinău, il prend part à 14 matchs de Ligue des champions, inscrivant 5 buts.

## Palmarès
- Champion d'Autriche en 1999 avec le Sturm Graz
- Vainqueur de la Coupe d'Autriche en 1999 avec le Sturm Graz
- Champion de Moldavie en 1998, 1999 et 2000 avec le Zimbru Chișinău
- Vainqueur de la Coupe du Kazakhstan en 2007 avec le Kairat Almaty